# Svéd–lengyel háború (1598–99)
Az 1598-99. évi Svéd-lengyel háború svéd polgárháború néven ismert. A konfliktus azzal indult, hogy a svéd kormányzónak megtett Södermanland hercege fellázadt III. Zsigmond lengyel király ellen, mígnem a polgárháború odáig fajult, hogy svéd katonák harcoltak szemtől szembe lengyelekkel.
II. János svéd király fia, III. Zsigmond egyszerre lett Svédország és Lengyelország királya. Zsigmond 1594-től lengyel földről irányította a protestáns országot, kormányzónak nagybátyját Károlyt (Södermanland hercegét) téve meg. Mivel Zsigmond erőteljes rekatolizációs tevékenységet folytatott, ezért Károly föllázadt ellene.
Belháború kezdődött a Zsigmondot támogató és a Károly pártján lévő svéd nemesség között. 1598-ban Zsigmond 6000 fős lengyelekből, németekből, magyarokból és skótokból álló serege partraszállt Svédországban. Stegeborgnál győzelmet aratott Károly háromszoros túlerőben levő serege felett és ekkor sok svéd is csatlakozott hozzá. 12 ezer főnyi hada a Stångebrónál csatát vívott a herceg viszonylag kisebb svéd hadával. Zsigmond súlyos vereséget szenvedett tőle és csakhamar kiszorították az országból. Egy évvel később, 1599-ben a svéd Riksdag kimondta Zsigmond trónfosztását. A Szejm vissza akart vágni a Riksdagnak és kimondta, hogy a svéd Észak-Livónia (Észtország északi része) a lengyel korona tartozéka. Így 1600-ban a háború a két ország között újra indult.